# Margareta Keszegová
Margareta Keszegová (* 31. srpna 1965, Mediaș, Sibiu) je bývalá rumunská atletka, běžkyně, která se specializovala na střední tratě.

## Sportovní kariéra
Jeden ze svých prvních mezinárodních úspěchů zaznamenala v roce 1983 na ME v atletice juniorů v rakouském Schwechatu, kde se stala juniorskou mistryní Evropy v běhu na 1500 metrů. V roce 1985 skončila na světových halových hrách (1. neoficiální halové MS v atletice) v Paříži ve finále patnáctistovky na 5. místě (4:21,02). V letní sezóně vybojovala na stejné trati stříbrnou medaili na světové letní univerziádě v japonském Kóbe.
Později se její hlavní disciplínou stává běh na 3000 metrů, kde první úspěch zaznamenává na halovém MS 1989 v Budapešti. Zde vybojovala v osobním rekordu 8:48,70 bronzovou medaili. Halovou mistryní světa se stala Nizozemka Elly van Hulstová, která vytvořila časem 8:33,82 nový halový světový rekord. V roce 1990 získává stříbro na halovém ME ve skotském Glasgowě a o rok později dobíhá druhá také na halovém světovém šampionátu v Seville.
V roce 1992 se stává v italském Janově halovou mistryní Evropy. Titul získává v čase 8:59,80. Na letních olympijských hrách v Barceloně postoupila z rozběhu do finále, v němž skončila na 11. místě. Sbírku medailí z halových šampionátů rozšířila v roce 1993 na halovém MS v Torontu a na halovém evropském šampionátu v Paříži v roce 1994, kde v obou případech získala stříbrné medaile.
Zúčastnila se také Mistrovství Evropy v atletice 1990 ve Splitu a třetího MS v atletice 1991 v Tokiu, kde shodně ve finále skončila na pátých místech.

## Osobní rekordy
- 3000 m (hala) – 8:48,70 – 4. březen 1989, Budapešť
- 3000 m (dráha) – 8:39,94 – 15. červenec 1992, Nice